# Яковлев, Алексей Трофимович
Алексе́й Трофи́мович Я́ковлев (7 марта 1920 — 18 января 1944) — советский офицер-артиллерист, Герой Советского Союза (1944, посмертно), участник Великой Отечественной войны в должности командира дивизиона 951-го артиллерийского полка 391-й стрелковой дивизии 22-й армии 2-го Прибалтийского фронта, майор.

## Биография
Родился 7 марта 1920 года в деревне Невежицы (ныне Скребловское сельское поселение Лужского района). В начальной школе учился в деревне Барки, с 5-го класса учился в городе Луге в школе № 2. С 1936 по 1940 год обучался в Ленинградском машиностроительном техникуме, окончил с отличием  по специальности “техник-конструктор по машиностроению”.  Работал на машиностроительном заводе в Ленинграде.
В сентябре 1941 года окончил артиллерийское училище в г. Сумы  и был  направлен в 951-й артиллерийский полк формировавшейся 391-й стрелковой дивизии на должность командира огневого взвода. Воевал в этом полку до  1944 года.
Свою боевую деятельность лейтенант А.Т. Яковлев начал на Калининском фронте, где в составе 3-й ударной армии участвовал с февраля по апрель 1942 года в боях в районе города Холм Новгородской области. В звании старшего лейтенанта командовал батареей. В октябре 1942 года капитан А.Т. Яковлев был назначен командиром дивизиона.
На Северо-Западном фронте в составе 1-й ударной армии участвовал:
 апрель – май 1942 года -  1-я Демянская наступательная операция;
 15 – 28 февраля 1943 года - 2-я Демянская наступательная операция;
4 – 19 марта 1943 года – в Старорусской наступательной операции – в составе частей стратегической операции «Полярная Звезда», где советские войска пытались уничтожить Демянскую группировку войск 16-й армии германской группы армий «Север».
Во время Старорусской операции 14 – 15 марта 1943 года при поддержке наступления 33-й стрелковой бригады дивизион капитана А.Т.Яковлева разрушил 2 блиндажа, подавил огонь 6 пулеметов, огонь минометной батареи, орудия прямой наводки, уничтожил до взвода пехоты противника.
Награжден медалью «За боевые заслуги».
Вплоть до 20 ноября 1943 года участвовал на Северо-Западном фронте в составе 1-й ударной армии в боях на территории нынешней Новгородской и Псковской областей.
За период его командования с октября 1942  по середину августа 1943 года дивизион уничтожил 4 артиллерийских и минометных батареи, подавил огонь 8 батарей, уничтожил 1 транспортный самолет, 10 отдельных орудий, 21 огневую точку, 5 складов, разбил 22 автомашины, 37 повозок, 2 наблюдательных пункта, уничтожил до 460 солдат и офицеров противника.
Награждён орденом Отечественной войны II степени.
С 20 ноября 1943 года воевал на 2-м Прибалтийском фронте в составе 6-й гвардейской, а затем 22-й армии. Участвовал в Ленинградско-Новгородской стратегической операции по полному снятию Блокады Ленинграда.
Проявил себя весьма успешно. 5 февраля 1943 года А. Т. Яковлеву было присвоено звание «майор».
Командир артиллерийского дивизиона. 18 января 1944 года погиб на наблюдательном пункте дивизиона, оказавшись в окружении немцев, вызвал огонь на себя, а сам бросился в рукопашный бой. Это случилось у деревни Заболотье (ныне Псковской области). Похоронен в деревне Теренино близ города Новосокольники Псковской области.
Указом Президиума Верховного Совета СССР от 4 июня 1944 года за мужество и героизм, проявленные при освобождении Псковской области, майору Яковлеву Алексею Трофимовичу присвоено звание Героя Советского Союза (посмертно).
Из наградного листа на присвоение звания Героя Советского Союза:
"Командир 1 дивизиона 951 артполка майор Яковлев Алексей Трофимович по своей инициативе 18 января 1944 года в районе юго-западнее Заболотье возглавлял отражение контратак пехоты и танков противника.
В 10.00 два батальона вражеской пехоты при сопровождении двух танков «Тигр» и  четырех самоходных орудий «Фердинанд» пошли в контратаку на позиции 549-го стрелкового полка 208-й стрелковой дивизии. Пехота начала отходить. Майор Яковлев А.Т. остановил отходящую пехоту и заставил ее занять оборону; огнем артиллерии отразил 4 контратаки врага.
Автоматчики врага просочились в траншею, где с группой офицеров, сержантов и бойцов-артиллеристов находился майор Яковлев. Он вызвал огонь батарей на себя и не дал возможности немцам овладеть траншеями. Когда в 5-й контратаке немцам удалось силой до роты пехоты ворваться в траншею, тов. Яковлев с возгласом: «За Родину, за Сталина!» поднял горстку бойцов-артиллеристов в рукопашную схватку и лично из автомата и пистолета застрелил до 20 гитлеровцев. Огнем дивизиона он уничтожил до 200 солдат и офицеров, подбил 2 «Фердинанда».
Тов. Яковлев А.Т. в неравном бою пал смертью храбрых, но не пропустил немцев."
За проявленные доблесть и  героизм в боях с немецкими захватчиками достоин высшей правительственной награды – звания «Герой Советского Союза». Посмертно.
Командир 951 артиллерийского полка  майор - Каплан -
26 января 1944 года

## Награды
- Медаль «Золотая Звезда» Героя Советского Союза;
- орден Ленина;
- орден Отечественной войны II степени;
- медаль «За боевые заслуги».

## Память
- На родине Героя в деревне Невежицы установлен памятник.
- Именем А. Т. Яковлева названа улица в городе Луге.
- На братской могиле в деревне Теренино Новосокольнического района Псковской области установлен памятник.